# Matthew Vaughn
Matthew Vaughn (ur. 7 marca 1971 w Londynie) – brytyjski reżyser i producent filmowy.
Znany głównie jako producent filmów Guya Ritchiego: Porachunków i Przekrętu. Reżyserował sześć filmów, wszystkie pozytywnie przyjęte przez amerykańską krytykę.
Jego żoną jest Claudia Schiffer.

## Filmografia

### Reżyser
- Przekładaniec (2004)
- Gwiezdny pył (2007)
- Kick-Ass (2010)
- X-Men: Pierwsza klasa (2011)
- Kingsman: Tajne służby (2014)
- Kingsman: Złoty krąg (2017)
- Argylle – Tajny szpieg (2024)

### Producent
- Porachunki (1998)
- Przekręt (2000)
- Rejs w nieznane (2002)
- Przekładaniec (2004)
- Gwiezdny pył (2007)
- Harry Brown (2009)
- Kick-Ass (2010)
- Dług (2011)